# Robert Hawkes
Robert Murray Hawkes (Breachwood Green, Hertfordshire, 18 d'octubre de 1880 – Luton, 12 de setembre de 1945) va ser un futbolista anglès que va competir a començaments del segle xx. Jugà com a centrecampista i en el seu palmarès destaca una medalla d'or en la competició de futbol dels Jocs Olímpics de Londres de 1908.
A la selecció britànica jugà un total de 3 partits, en què marcà dos gols. Entre 1907 i 1908 jugà cinc partits amb la selecció anglesa.